# Beatriz Hernanz
Beatriz Hernanz Angulo (Pontevedra; 17 de octubre de 1963) es una poeta y crítica literaria española.

## Biografía
Es doctora en Filología Hispánica por la Universidad Complutense de Madrid; ha simultaneado la docencia universitaria, la crítica literaria, la gestión cultural y educativa, con la creación literaria. Ha colaborado en las secciones culturales del ABC (1992-1998), El Mundo (1998-2008) y El País (2009-). Escribe además en las revistas Turia, Cuadernos del matemático, Barcarola, etc.
Ha publicado numerosos artículos y ensayos sobre literatura española, especialmente sobre teatro clásico y contemporáneo, y en el campo de la traducción ha hecho versiones en castellano de poetas como Eugenio Montale (1896-1981), Edward Estlin Cummings (1894-1962) y Wislawa Szymborska (1923-2012) y Mario Quintana.
Ha sido responsable durante once años de las áreas de Humanidades, Tecnologías e Infraestructuras del programa de becas de la Fundación Carolina. Ha sido  Directora de Cultura del Instituto Cervantes de 2015 a 2017. Ha sido directora del Instituto Cervantes de Palermo ( 2018-2022) y en la actualidad es directora del Instituto Cervantes de Cracovia. En 2018 fue premiada, en la modalidad de Cultura, con el galardón pontevedresa del año, en la XII edición de los Premios Pontevedreses  del Grupo editorial y de comunicación El Progreso. Es miembro del consejo editorial de la revista de poesía Revista Àurea desde su fundación.

## Poesía
- La lealtad del espejo / prólogo de Francisco Umbral.- [Albacete: Ayuntamiento], D.L. 1993.- 70 p.- (Barcarola). Premio Barcarola de poesía (1993).
- La vigilia del tiempo.- Madrid: Rialp, 1996.- 69 p.- (Adonais; 522). Accésit del Premio Adonais (1996), libro que recibió una ayuda a la creación literaria del Ministerio de Cultura de España en 1994.
- La epopeya del laberinto.- Palma de Mallorca: Calima, 2001.- 65 p.- (Poesía; 30)
- La piel de las palabras / prólogo de José Manuel Caballero Bonald.- 1.ª ed.- Palma de Mallorca: Calima, 2005.- 75 p.- (Poesía; 60)
- Los volcanes sin sueño. Madrid: Polibea, Colección Los Conjurados, 2011. Poema preliminar de Rafael Cadenas.
- A pelegrina do vento. Toledo, Lastura, 2013. (Antología de poesía en gallego).[5]
- Habitarás la luz que te cobija. Oviedo, Ars poetica, 2017. Prólogo de Jorge Edwards.[6][7][8][9][10][11][12]
- Cenizas solares (Cuaderno siciliano). Oviedo, Ars Poética, 2024.

## Obras colectivas (selección)
- 89 poemas y dibujos para los 90 / ilustraciones, Tonia Baeza [et al.].- [Elche: A. Álvarez, 1989].- 187 p.: il.- (Colección Solara; 2)
- Con voz propia: estudio y antología comentada de la poesía escrita por mujeres (1970-2005) / María Rosal.- Sevilla: Renacimiento, 2006.- 298 p.; 21 cm.- (Iluminaciones; 23)
- De la transparencia el presagio: poesía de España / Martín Almadez. - Jalisco (México): Mantis Editores, 2000.- p. 93-98 (poemas)
- Ilimitada voz: (antología de poetas españolas, 1940-2002) / José María Balcells.- [Cádiz]: Universidad de Cádiz, Servicio de Publicaciones, 2003.- 452 p.; 21 cm.- (Textos y estudios de mujeres. Serie 2; n. 5)
- Quinta antología de "Adonais".- 1.ª ed.- Madrid: Rialp, [1993].- 239 p., [24] p. de lám.- (Adonais; 500-501)
- Quinta del 63.- Salamanca: Centro de Estudios Literarios y de Arte de Castilla y León, [2001]. - 473 p.; 20 cm.- (Generación Vértice; 2)
- Poesía ultimísima: 35 voces para abrir un milenio / [introducción y selección], Basilio Rodríguez Cañada.- 1.ª ed.- Madrid: Libertarias/Prodhufi, [1997].- 254 p.: retr.- (Colección SIAL de poesía; 1)
- Poetisas españolas: antología general. Tomo IV, De 1979 a 2001 / Luzmaría Jiménez Faro.- 1.ª ed.- Madrid: Torremozas, 2002. - (Serie Antologías; 10)
- -Pólvora blanca: antología de poet@s [sic] por la paz y contra la guerra. Córdoba, Colectivo de poetas cordobesas, 2003.
- Sexta Antología de Adonais. Madrid, Rialp, 2004.
- Final de entrega. Antología de poet@s [sic] contra la violencia de género.  Córdoba, Colectivo Ediciones,  2006.
- Orfeo XXI. Poesía española contemporánea y tradición clásica. Gijón, Cátedra Miguel Delibes- Llibros del Pexe, 2005.
- Poesía última. Fundación Rafael Alberti, Actas 2005. Editorial Sial, 2006. (Antología y Poética del desarraigo)..
- Trato preferente. Voces esenciales de la poesía actual en español, ed. Balbina Prior, Madrid, Sial, 2010.
- Guía viva de ortodoxos y heterodoxos en la poesía gallega contemporánea. Ed. de Antonino Nieto. Madrid, Endymión, 2012.
- Leve es la parte de la vida que como dioses rescatan los poetas. (Homenaje de los poetas a Luis Cernuda en el 50 aniversario de su muerte). Madrid, Ediciones de la Revista Áurea, 2013.
- Entre dos oscuridades, un relámpago. (Homenaje de los poetas a Vicente Aleixandre en el 30 aniversario de su muerte). Madrid, Ediciones de la Revista Áurea, 2014.
- Una brisa que viene dormida por las ramas. Al encuentro de Federico García Lorca. Madrid, Ediciones de la Revista Áurea, 2016.
- De Madrid al cielo: poemas a la capital de España. VVAA. Madrid, Verbum, 2016.
- Sin fronteras. Antología de poetas gallegos que escriben en español. Sevilla, Renacimiento, 2018. Edición de Ana Eire.
- Proyecto Atlántico. Sesos y tripas. El Escorial, Madrid, Ediciones  Venguerén, 2019. (Poesía y recetas de cocina)
- Antología poética del desexilio.Los nautas. (14 poetas en exilio voluntario). Córdoba,La manzana poética, 2021.
- Poesía para vencer a la muerte. Madrid, Pigmalión Poesía, 2023. Estudio y selección de Rafael Rodríguez-Ponga.

## Artículos en revistas y libros
- 1903: "Soledades" de Antonio Machado y "Paisajes" de Antonio de Zayas: Dos visiones andaluzas del modernismo hispánico.- En: Antonio Machado hoy: Actas del Congreso Internacional conmemorativo del cincuentenario de la muerte de Antonio Machado.- Sevilla: Ediciones Alfar, 1990.- v. 3, p. 67-80
- Aproximación a una teoría de la puesta en escena del teatro histórico español (1975-1998).- En: Teatro histórico (1975-1998): textos y representaciones: actas del VIII Seminario Internacional del Instituto de Semiótica Literaria, Teatral y Nuevas Tecnologías de la UNED, Cuenca, UIMP, 25-28 de junio de 1998 / coord. por José Nicolás Romera Castillo, Francisco Gutiérrez Carbayo.- Madrid: Visor Libros, 1999.- p. 93-110
- El autismo de los gobernantes: concepto de lo trágico en La venganza de Tamar de Tirso de Molina.- En: Teatro y poder / coord. por Aurelia Ruiz Sola.- Burgos: Universidad de Burgos, 1998.- p. 195-202
- Cuaderno de Mari Celina y otros poemas: prehistoria poética albertina: Rafael Alberti en sus orígenes.- En: Actas del XV Congreso de la Asociación Internacional de Hispanistas: Monterrey, 19-24 de julio de 2004 / ed. de Beatriz Mariscal, Blanca López de Mariscal, Aurelio González, Mª Teresa Miaja.- México: Fondo de Cultura Económica, 2007.- t. 3, p. 235-260
- Hacia una nueva mimesis: elementos de modernidad en "El anzuelo de Fenisa" de Lope de Vega.- En: La comedia de enredo: actas de las XX Jornadas de teatro clásico (1997), Almagro, 8, 9 y 10 de julio / (ed. lit.), Felipe Blas Pedraza Jiménez, Rafael González Cañal.- [Ciudad Real]: Universidad de Castilla-La Mancha, Servicio de Publicaciones, 1998.- p. 51-58
- Marquina y el teatro fin de siglo.- En: Siglo Diecinueve: (literatura hispánica), n. 6, (2000), p. 111-126
- Marquina y la generación del 98. En Flandes se ha puesto el sol: conformismo y rebelión en el drama histórico.- En: Actas del XIII Congreso de la Asociación Internacional de Hispanistas: Madrid, 6-11 de julio de 1998 / coord. por Florencio Sevilla Arroyo, Carlos Alvar Ezquerra.- [Madrid]: Castalia, 2000.- t. 2, p. 243-250
- -“Ana Rossetti y el erotismo trascendido” en Rosa GARCÍA RAYEGO y Josefina DE ANDRÉS (Eds.) Di yo, di tiempo: Poetas españolas contemporáneas. Ensayos y antologías. Madrid, Devenir, 2005, pp. 91-105.
- Mi museo interior.- En: RdM. Revista de Museología: publicación científica al servicio de la comunidad museológica, n. 35 (2006), p. 3
- Poesía española, lucha en tres frentes. En: Delibros, 1-XI-1996.- Premio SIAL de Ensayo, 1999
- Poesía española, lucha en tres frentes. En: El viento entre los juncos: libros y autores para el cambio de siglo / Juan Manuel González.- Madrid: SIAL, [1999].- 508 p.: il.; 21 cm.- (Textos y ensayos; 2)
- El sueño de la razón femenina.- En: Revista de Occidente, n. 126 (1991), p. 174-188
- Teoría teatral en Eduardo Marquina.- En: Teatro: revista de estudios teatrales, n. 1 (1992), p. 87-94
- “Desayuno con diamantes” en Cien películas para amar el cine. Ed. de Miguel Losada. Elche, Editorial Frutos del tiempo, Colección Solara, 2003.  p. 310-312.
- “Caballero Bonald” en Tribuna Complutense, 2 de marzo de 2004, p. 24.
- “ A la pintura de Rafael Alberti: su museo interior”, en Poesía última. Actas 2005 de la Fundación Rafael Alberti. Fundación Rafael Alberti, SIAL, 2006. pp. 39-47.
- “Barquillos y blasfemias”  Babelia, El País, 8 de diciembre de 2007. (Poemas inéditos de R. Alberti).
- “Con la muerte en los talones de A. Hitchcock “, en  Las cien películas que cambiaron mi vida.  Ed. Miguel Losada. Madrid, Sial,  Colección Lumière, 2013.
- De-Marchis P. G. y Hernanz Angulo, B. (2013). “Modelo de relaciones retóricas para la integración de la imagen y el texto”.  Icono14 vol 11 (1), pp. 27-44.

## Prólogos, introducciones, notas y traducciones
- Eduardo Marquina (1879-1946). En Flandes se ha puesto el sol; La ermita, la fuente y el río / edición, introducción y notas de Beatriz Hernanz Angulo.- Madrid: Castalia; Consejería de Educación y Cultura, [1996].- 271 p., [4] p. de lám.- (Clásicos madrileños; 13)
- Miguel Losada.- El bosque azul / prólogo de Beatriz Hernanz; epílogo de Fermín Higuera.- 1.ª ed.- Madrid: SIAL, [2005].- 91 p.- (Contrapunto; 22)
- Rafael López de Ceráin (1964-). Breviario de esperanza / prólogo de Beatriz Hernanz.- 1.ª ed.- Humanes (Madrid): Juan Pastor, 2001.- 72 p.- (Devenir; 136)

## Crítica a su obra
- Cinco visiones femeninas de Penélope en la poesía española contemporánea / Jorge Sáenz Herrero, p. 627.- En: Mujeres, espacio y poder / editores, Mercedes Arriaga Flórez... [et al.].- 1.ª ed.- [Sevilla]: Arcibel, 2006.- 747 p.; 22 cm
- Del género de las Antologías de género: escritoras españolas siglo XX / José Mª Balcells. En: Arbor, t. 3, n. 721 (sep-oct. 2006), p. 635-649
- La mirada poética de Beatriz Hernanz / Francisco Gutiérrez Carbajo. En: Cuadernos del Matemático, n. 29 (2002), p. 90-91
- Las trampas de la memoria y la poesía autobiográfica de mujeres (1980-99) / Mercedes Alcalá Galán.- En: Poesía histórica y (auto)biográfica (1975-1999): actas del IX Seminario Internacional del Instituto de Semiótica Literaria, Teatral y Nuevas Tecnologías de la UNED, Madrid, UNED, 21-23 de junio de 1999 / José Romera Castillo y Francisco Gutiérrez Carbajo (eds.).- Madrid: Visor, 2000.- 590 p.; 22 cm.- (Biblioteca filológica hispana; 50)
- Los usos del poema: poéticas españolas últimas / Laura Scarano (ed),.-José María Balcells. capítulo 6: Diversidades literarias en las poetas españolas (1980-2005) /.- Buenos Aires: Universidad Nacional Mar del Plata, EUDEM, 2007
- Y para qué el poeta en tiempos de abundancia / Javier del Prado.- En: Theleme: revista complutense de estudios franceses, n. 17 (2002), p. 17-48
- La musa funámbula: la poesía española entre 1980 y 2005/ Rafael Morales Barba. Madrid, Huerga y Fierro, 2008. p.365.
- Mirror, Mirror on the Page: Identity and Subjectivity in Spanish Women´s Poetry (1975-2000)./W. Michael Mudrovic, Cranbury,NY, Associated University Presse, 2008.
- Héroes, mitos y monstruos en la literatura española contemporánea./Fidel López Criado, Andavira, Santiago de Compostela,

2009.
- Literatura española desde 1939 hasta la actualidad / Francisco Gutiérrez Carbajo. Madrid, Editorial Universitaria Ramón Areces, UNED, 2011.
- La mitología  clásica como instrumento para la construcción de una nueva identidad de género en la poesía española  del siglo XX escrita por mujeres. Tesis doctoral de Antonio  Merino Madrid, UNED, 2015.
- Natale, M. L. (2022). De los volcanes sin sueño. El mito de Caín y Abel en los poemas de Beatriz Hernanz Angulo. Dialogoi. Rivista Di Studi Comparatistici, (9)
- Rosal Nadales, María. Del boom de los ochenta al laberinto de internet.Las poetas, el canon y la educación literaria.Madrid, Editorial Dykinson, 2023.